# Noctis Labyrinthus
Noctis Labyrinthus (« labyrinthe de la nuit » en français) est un important relief en forme de canyons entrecroisés situé sur la planète Mars dans le quadrangle de Phoenicis Lacus par 6,15° S, 267,133° E, au centre du renflement de Tharsis, bordant Syria Planum au nord et formant l'extrémité occidentale de Valles Marineris.

## Toponymie
Noctis Lacus, en français « Lac de la Nuit », fut le premier nom attribué à Noctis Labyrinthus, par l'astronome italien Giovanni Schiaparelli et ses successeurs.
Le nom Noctis Labyrinthus a été approuvé comme nom officiel par l'Union astronomique internationale en 1973.
L'équipe de Mariner 9 l'a surnommé « le Chandelier » à cause de sa forme.

## Géologie
La genèse de cette formation n'est pas entièrement comprise mais semble correspondre à la fracturation de l'écorce martienne sous l'effet de l'étirement résultant du renflement de Tharsis, vraisemblablement à l'Hespérien. Des scénarios en plusieurs phases distinctes ont été proposés à partir des images prises par les sondes du programme Viking et par la Mars Orbiter Camera de la sonde Mars Global Surveyor, décrivant la formation dans un premier temps des principales failles normales au nord et à l'ouest de la région, puis dans un second temps du réseau de fossés entrecroisés dans les directions ouest nord-ouest et nord nord-est à l'est de la région, en relation avec la formation de Valles Marineris.
Les fossés d'effondrement issus de ces processus auraient ensuite été élargis par les glissements de terrain provoqués par la fonte — voire simplement la sublimation — de la glace d'eau du pergélisol. Le fond des fossés de Noctis Labyrinthus est ainsi recouvert d'un matériau constitué essentiellement de rochers tombés des parois, comme le laisse penser la température supérieure de 35 K à celle des poussières des parois mesurée par l'instrument THEMIS de la sonde 2001 Mars Odyssey au plus froid de la nuit. Des poussières sont également présentes, qui expliqueraient les yardangs observés par ailleurs sur ces terrains.
De façon remarquable, un début de stratification est visible au bas des parois des fossés les plus profonds, rappelant celle observée au fond des cratères d'impact dont la structure a été suffisamment érodée pour laisser apparaître les couches sous-jacentes les plus anciennes.

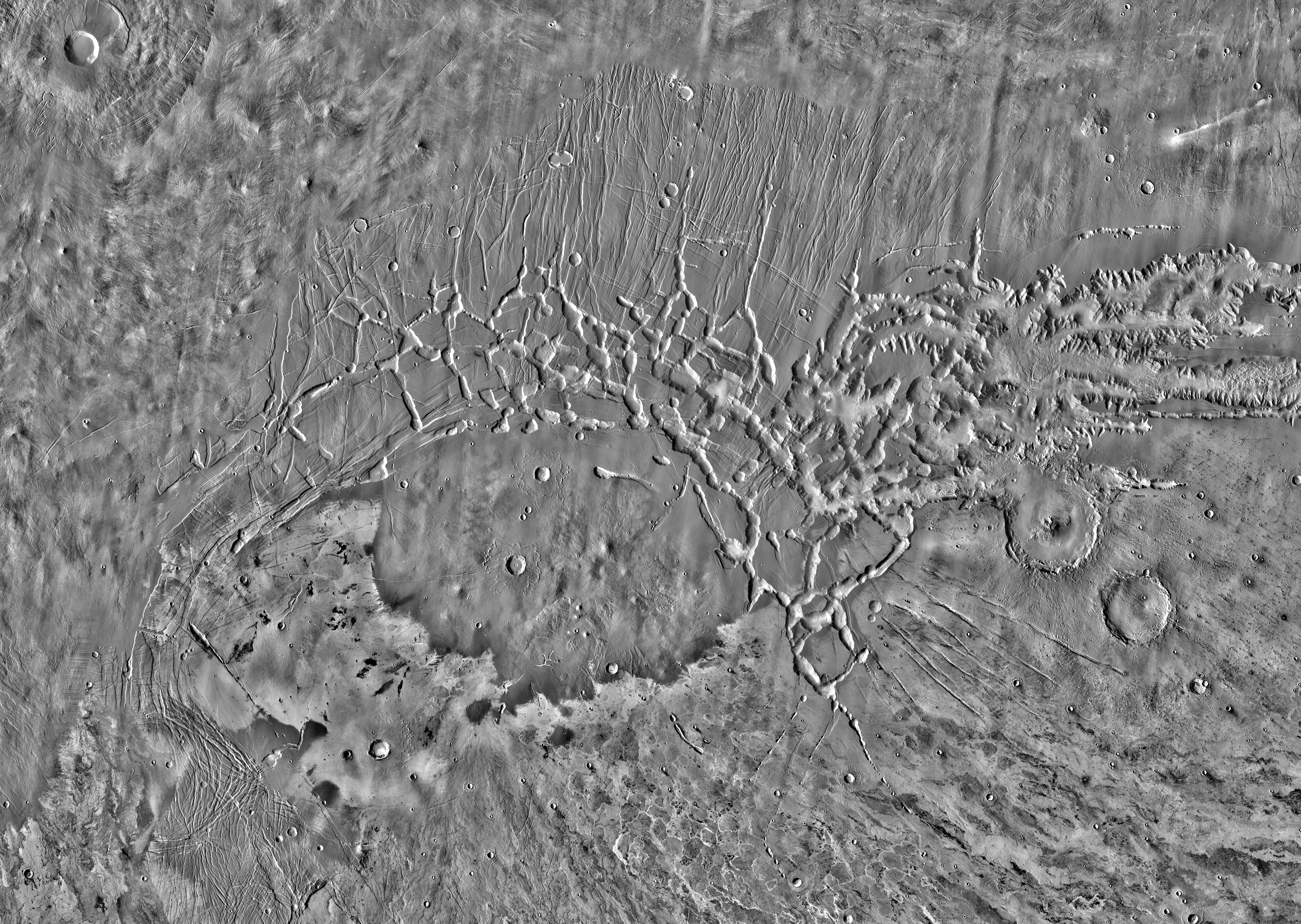
Mosaïque d'images infrarouges de Noctis Labyrinthus et de ses environs prises par THEMIS. Le volcan bouclier Pavonis Mons est en haut à gauche.
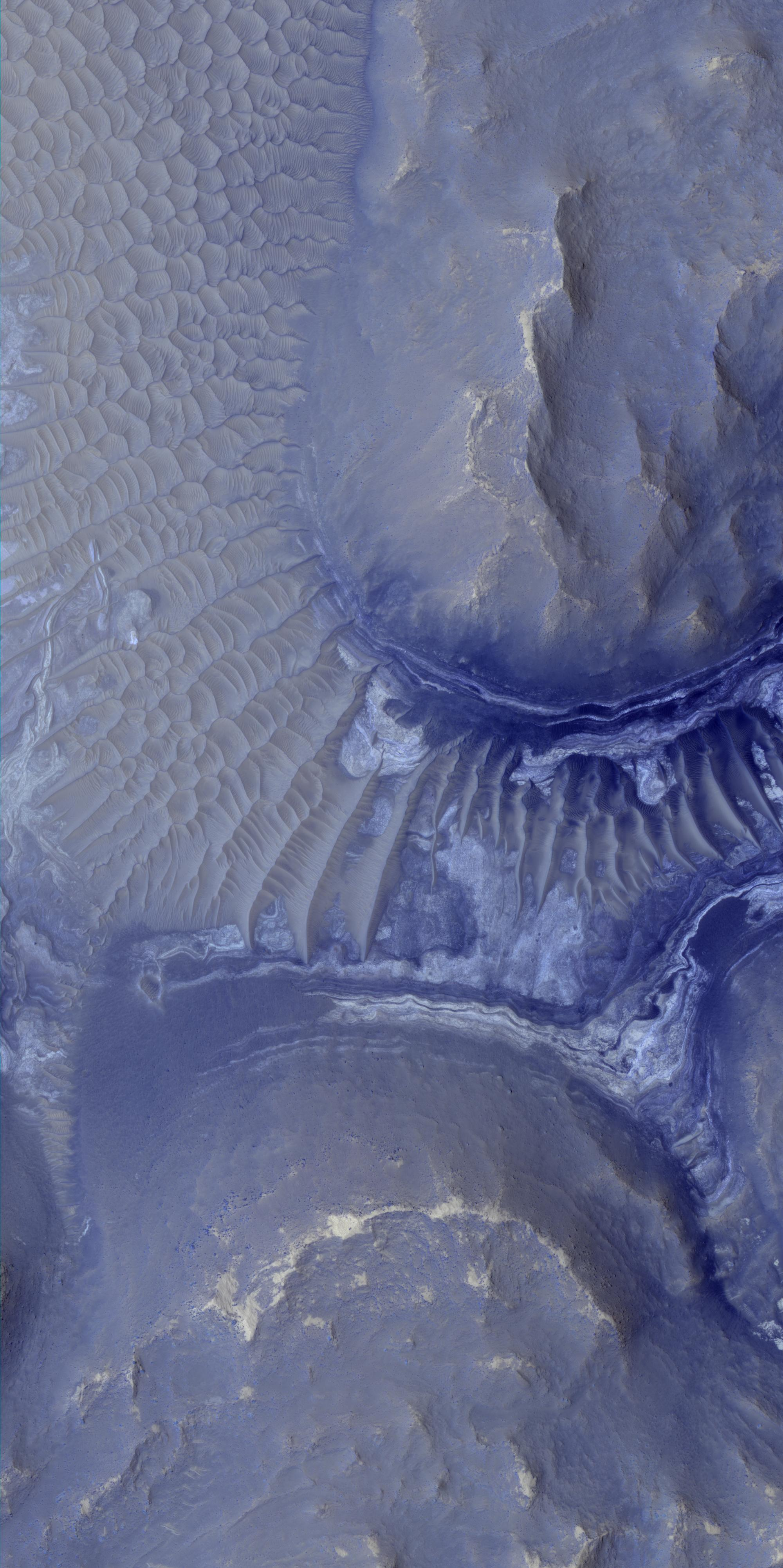
La stratification est bien visible en bas de chacun de ces deux promontoires qui se font face.
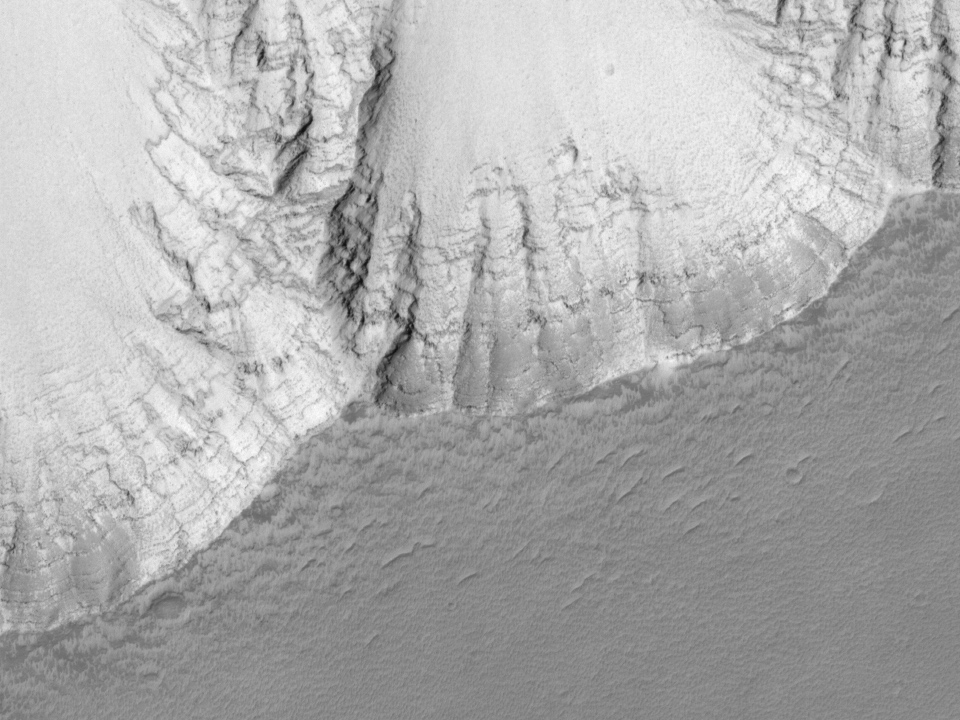
Strates vues sur les parois de Noctis Labyrinthus par Mars Global Surveyor.
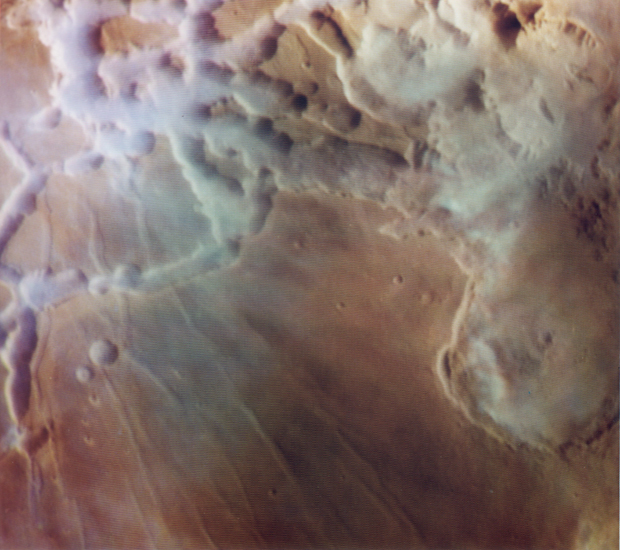
Noctis Lanyrinthus vu par Viking 1 Orbiter, montrant les nappes de brouillard matinal remplissant les vallées à proximité du cratère Oudemans, visible à gauche.